# Élan vital
Élan vital (fr. „pęd życiowy”) – twórcza siła, będąca motorem rozwoju świata istot żywych, nadająca mu dynamizm. Podstawowe pojęcie filozofii Henriego Bergsona, według którego stanowi ona podstawę działań duchowych i artystycznych.
Ma zapewniać kontynuację gatunków i powodować ewolucję istot żywych. Pojęcie rozpowszechniło się po opublikowaniu Ewolucji twórczej w 1907 roku.
Świat postrzegany przez Bergsona to przestrzeń konfliktu między bezwładną, ociężałą materią a duchem, „pędem życiowym”, niosącym energię tworzenia. Walka materii i ducha sprawia, że świat nie może osiągnąć formy ostatecznej, że jest wciąż w fazie tworzenia się, wciąż „staje się”, a ów proces jest właśnie rzeczywistością, której ludzie doświadczają i którą poznają.